# Séry-lès-Mézières
Séry-lès-Mézières és un municipi francès situat al departament de l'Aisne i a la regió dels Alts de França. L'any 2007 tenia 648 habitants.

## Demografia

### Població
El 2007 la població de fet de Séry-lès-Mézières era de 648 persones. Hi havia 247 famílies de les quals 48 eren unipersonals (16 homes vivint sols i 32 dones vivint soles), 76 parelles sense fills, 91 parelles amb fills i 32 famílies monoparentals amb fills.
La població ha evolucionat segons el següent gràfic:
Habitants censats

### Habitatges
El 2007 hi havia 265 habitatges, 245 eren l'habitatge principal de la família, 8 eren segones residències i 12 estaven desocupats. Tots els 263 habitatges eren cases. Dels 245 habitatges principals, 221 estaven ocupats pels seus propietaris, 19 estaven llogats i ocupats pels llogaters i 5 estaven cedits a títol gratuït; 5 tenien dues cambres, 26 en tenien tres, 61 en tenien quatre i 153 en tenien cinc o més. 174 habitatges disposaven pel capbaix d'una plaça de pàrquing. A 98 habitatges hi havia un automòbil i a 104 n'hi havia dos o més.

### Piràmide de població
La piràmide de població per edats i sexe el 2009 era:
| Homes | Edats   | Dones |
| ----- | ------- | ----- |
| 0     | 95 o +  | 0     |
| 0     | 90 a 94 | 0     |
| 4     | 85 a 89 | 0     |
| 0     | 80 a 84 | 8     |
| 8     | 75 a 79 | 20    |
| 8     | 70 a 74 | 12    |
| 12    | 65 a 69 | 4     |
| 16    | 60 a 64 | 24    |
| 16    | 55 a 59 | 24    |
| 32    | 50 a 54 | 16    |
| 24    | 45 a 49 | 24    |
| 20    | 40 a 44 | 32    |
| 40    | 35 a 39 | 16    |
| 24    | 30 a 34 | 20    |
| 16    | 25 a 29 | 4     |
| 8     | 20 a 24 | 20    |
| 20    | 15 a 19 | 28    |
| 40    | 10 a 14 | 36    |
| 8     | 5 a 9   | 28    |
| 8     | 0 a 4   | 8     |

## Economia
El 2007 la població en edat de treballar era de 434 persones, 284 eren actives i 150 eren inactives. De les 284 persones actives 256 estaven ocupades (151 homes i 105 dones) i 28 estaven aturades (14 homes i 14 dones). De les 150 persones inactives 39 estaven jubilades, 49 estaven estudiant i 62 estaven classificades com a «altres inactius».

### Ingressos
El 2009 a Séry-lès-Mézières hi havia 241 unitats fiscals que integraven 657 persones, la mediana anual d'ingressos fiscals per persona era de 17.240 €.

### Activitats econòmiques
Dels 15 establiments que hi havia el 2007, 2 eren d'empreses extractives, 1 d'una empresa alimentària, 2 d'empreses de fabricació d'altres productes industrials, 2 d'empreses de construcció, 2 d'empreses de comerç i reparació d'automòbils, 1 d'una empresa d'hostatgeria i restauració, 4 d'empreses de serveis i 1 d'una empresa classificada com a «altres activitats de serveis».
Dels 3 establiments de servei als particulars que hi havia el 2009, 1 era un taller de reparació d'automòbils i de material agrícola, 1 lampisteria i 1 empresa de construcció.
L'únic establiment comercial que hi havia el 2009 era una fleca.
L'any 2000 a Séry-lès-Mézières hi havia 15 explotacions agrícoles que ocupaven un total de 820 hectàrees.

## Equipaments sanitaris i escolars
El 2009 hi havia una escola elemental.

## Poblacions més properes
El següent diagrama mostra les poblacions més properes.